# Patrick Battiston
Patrick Battiston (Amnéville, Moselle, el 12 de març de 1957) és un ex jugador de futbol francès, que va jugar amb la selecció francesa en tres mundials i va guanyar el Campionat Europeu de Futbol de 1984. A nivell de clubs, va guanyar cinc títols de Lliga 1 i una Copa de França.